# Meloscirtus australis
Meloscirtus australis är en insektsart som beskrevs av Bruner, L. 1906. Meloscirtus australis ingår i släktet Meloscirtus och familjen gräshoppor. Inga underarter finns listade i Catalogue of Life.